# Dampfreiniger

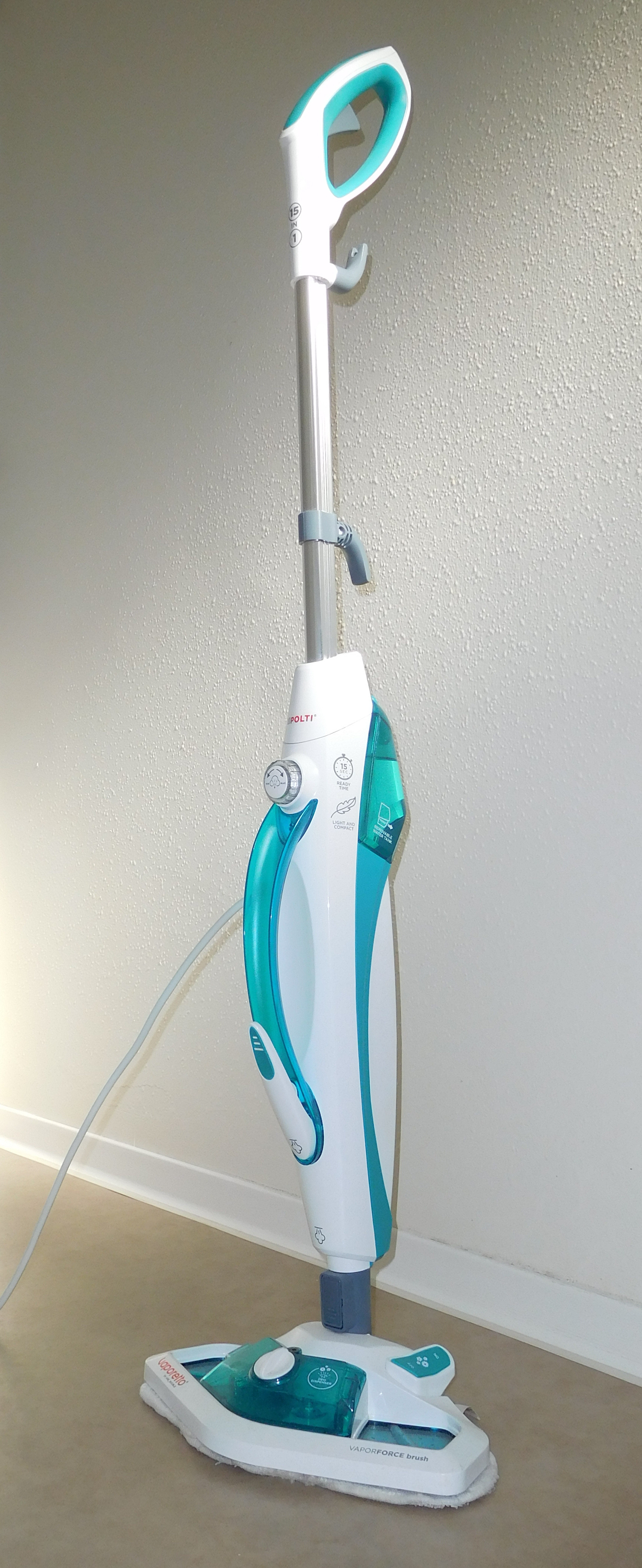
Dampfreiniger

Ein Dampfreiniger ist ein Gerät für den Einsatz in Industrie und Haushalt, das Wasser verdampft und in hohem Druck durch eine Düse abgibt. Die Wirksamkeit eines Dampfreinigers hängt vor allem von der Temperatur und dem Druck des Wasserdampfstrahls ab. Insbesondere der Druck kann durch geeignetes Zubehör beeinflusst werden. Die Dampfreinigung kann breit eingesetzt werden, sowohl auf verschiedenen Oberflächen im Rahmen der Gebäudereinigung, aber auch zur Reinigung von Produktionsanlagen sowie in besonders hygienesensiblen Bereichen wie z. B. der Lebensmittelindustrie, da Dampf auch eine desinfizierende Wirkung hat. Dampfreinigung eignet sich hervorragend zum Entfetten und Entölen, andererseits zur Desinfektion.
Die wesentlichen Vorteile von Trockendampf sind geringere Sichtbehinderung, höhere Reinigungskraft und schneller trocknende Oberflächen als bei Nassdampf und weniger Stromverbrauch als mit Heißdampf.
Es gibt zwei gängige Methoden der Dampferzeugung: Erhitzung des Wassers im Kessel („Dampfkesselgeräte“) oder als „Durchlauferhitzer“. Der Durchlauferhitzer erzeugt einen kontinuierlichen Strom an Dampf, während man bei einem Kesselgerät auf die Kesselgröße beschränkt ist.

## Wirkweise
Je nach Gerät wird ein relativ kühler Wasserdampf mit Temperaturen um die 150 °C („Nassdampf“), „Trockendampf“ mit Temperaturen zwischen 160 und 190 Grad oder „Heißdampf“ mit Temperaturen über 300 °C erzeugt und mit hohem oder niedrigen Druck abgegeben. Damit ist ein effizientes Entfernen besonders von fettigen Verschmutzungen bei geringem Wasser- und Chemikalienverbrauch möglich. Haushaltsübliche Geräte arbeiten eher mit niedrigen Temperaturen und geringem Druck, um die zu reinigenden Objekte nicht zu beschädigen und die Unfallgefahr zu minimieren.
Bei der Verdampfung des Wassers vergrößert sich das Volumen um ca. das 1.700-Fache, d. h. aus einem Liter Wasser entsteht ca. 1.700 Liter Dampf. In der Regel trifft der Dampf mit einer Geschwindigkeit von ca. 180 km/h auf die Oberfläche auf. Die im Vergleich zum Wassertropfen mikroskopisch kleinen Dampfmoleküle dringen in die kleinsten Unebenheiten einer Oberfläche ein und lösen dank ihrer hohen Temperatur fettige, ölige und wachshaltige Verschmutzungen. Putzmittel sind für die Dampfreinigung nicht nötig.

## Vor- und Nachteile in der Verwendung
Nach langer Einwirkzeit kann eine Desinfektion erreicht werden. Dieser Gesichtspunkt kann je nach Einsatzgebiet positiv oder negativ bewertet werden. Daneben gibt es die folgenden Aspekte:

### Vorteile
- Schmutz wird ohne den Zusatz chemischer Mittel gelöst
- Es bleibt kein Rückstand (Schlieren, Streifen) von Reinigungsmitteln
- Die Reinigung auch schwierig zugänglicher Stellen, z. B. in Nischen und Spalten, wird ermöglicht
- Schnelle Trocknung ohne Wasser- oder Kalkränder
- Meist schnellere und kraftschonendere Reinigungsergebnisse (insbesondere bei der Verwendung von „Durchlauferhitzern“)

### Nachteile
- Temperaturempfindliche Materialien (z. B. manche Kunststoffe) können Schaden nehmen
- Verbrühungen sind bei unsachgemäßem Gebrauch des Dampfreinigers möglich (nur bei Druckkesselmodellen)
- Dampfreiniger haben einen hohen Energieverbrauch (insbesondere Druckkesselmodelle)

## Umweltaspekte
Dampfreiniger haben Vorteile, da wenig Wasser im Vergleich zum herkömmlichen Putzen benötigt wird. Zudem kann man auf chemische Reinigungsmittel verzichten. Nachteil ist der Energieverbrauch. Hier kann man durch Verwendung von Durchlauferhitzern oder bei der Nutzung mit weniger Wasser, wenn man nur kleinere Aufgaben zu erledigen hat, selbst Energie sparen ohne das Reinigungsergebnis zu beeinflussen.

## Einsatzgebiete von Dampfreinigern

### Im Privathaushalt
Verschiedene Zubehörteile ermöglichen zahlreiche Einsatzgebiete. An Marken-Haushaltsgeräte können etwa auch Dampfbügeleisen angeschlossen werden.
- Reinigung von Böden (auch Laminat und Holzböden) und Armaturen[1]
- Reinigung von Kochfeldern, Dunstabzugshauben und Backöfen[2]
- Reinigung von Duschen, Spiegeln, Kalkablagerungen und Fliesenfugen[3]
- Kleinere Flecken auf Teppichen und Polstermöbel[2]
- Bügeln und Textilienpflege („Auffrischen“)[4]

Fensterreinigung ist zwar prinzipiell auch möglich. Mit anderen Geräten (Fenstersaugern) werden deutlich bessere Ergebnisse erzielt und daher wird hiervon abgeraten. Zudem kann – besonders im Winter – wegen der extremen Temperaturunterschiede das Fensterglas springen.

### In der Industrie
Der Einsatz von Dampfreinigern in der Industrie ist vielfältig und hängt hier auch stark vom verwendeten Zubehör ab. Häufig werden die Geräte in folgenden Feldern benutzt:
- Tiefkühlhausreinigung[5]
- Reinigung von Maschinen in der Lebensmittelverarbeitung
- Fassreinigung
- Kaugummientfernung[6]
- Unkrautentfernung[7]
- Reinigung von Klimaanlagen
- Entfernung von Ölen und Schmieren von Produktionsteilen[1]
- Förderbandreinigung[8]

## Dampfsauger
Eine Weiterentwicklung des Dampfreinigers ist mit einer zusätzlichen Absaugfunktion der Dampfsauger:
Die Kombination der beiden Geräte ermöglicht folgende Arbeitsschritte in einem Arbeitsgang:
1. Lösen des Schmutzes mit heißem Wasserdampf
2. Absaugen des gelösten Schmutzes

## Bekannte/Relevante Hersteller
Eine Auswahl wesentlicher Hersteller:

### Im Privatbereich
- Kärcher
- Nilfisk-Alto
- Vileda
- Black & Decker
- Rowenta
- Bomann

### In der Industrie
- Tecnovap
- Kärcher